# لاکسمی آگاروال

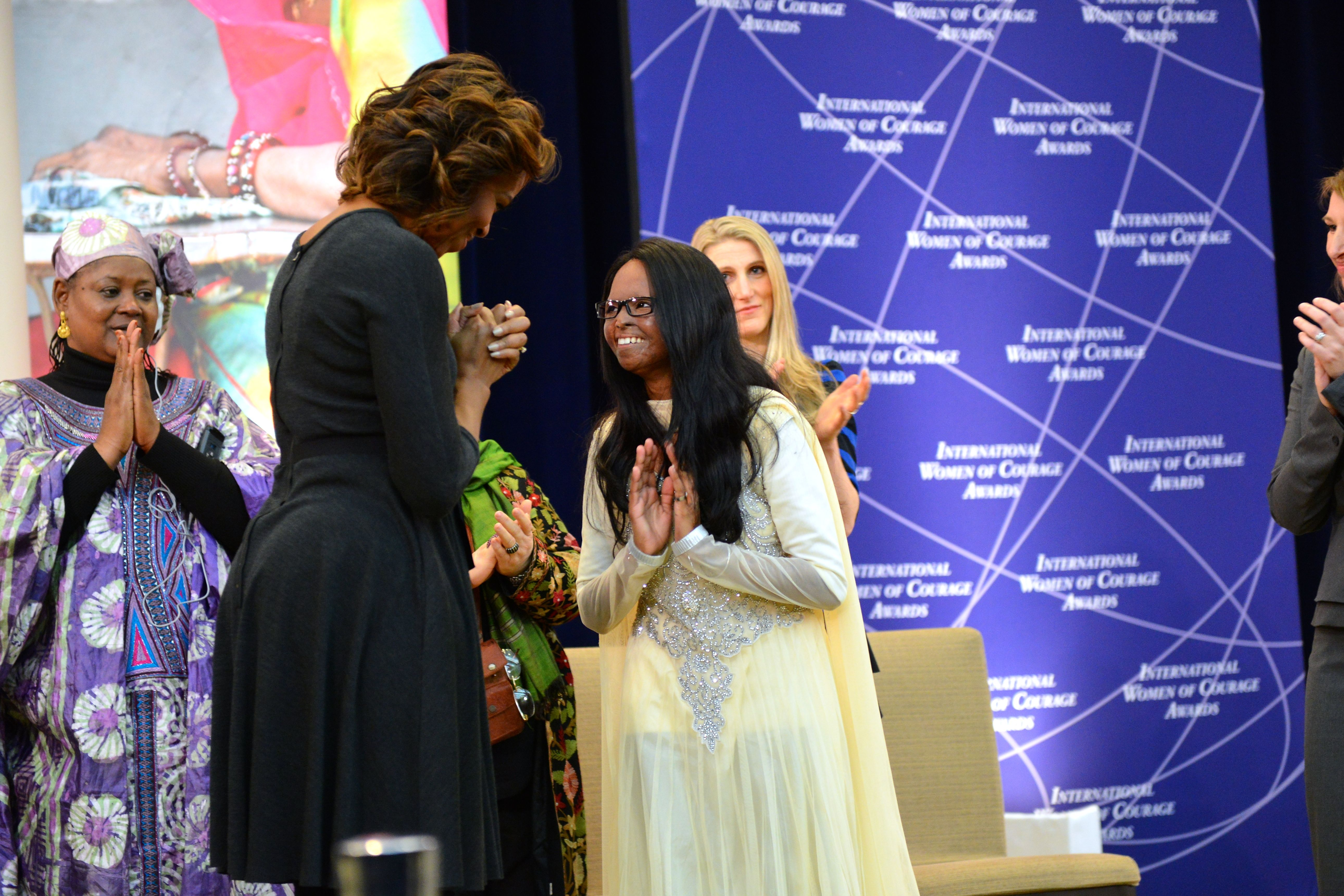
جایزه بین‌المللی زنان شجاع ۲۰۱۴ با میشل اوباما بانوی اول آمریکا

لاکسمی آگاروال (انگلیسی: Laxmi Agarwal؛ زادهٔ ۱ ژوئن ۱۹۹۰) بازمانده حمله اسیدپاشی، یکی از فعالان حقوق قربانیان اسیدپاشی و مجری تلویزیون اهل هند است.

## حمله اسیدپاشی
او در سال ۲۰۰۵ در سن ۱۵ سالگی توسط یک مرد ۳۲ ساله مورد حمله اسیدپاشی قرار گرفت.

## جوایز
وی همچنین برندهٔ جوایزی همچون جایزه بین‌المللی زنان شجاع شده‌است.